# Сибиряковский тракт
Сибиряко́вский тракт — древний трансуральский путь сообщения между речными бассейнами Печоры и Оби. Обустроен во второй половине XIX века российским предпринимателем, исследователем Сибири А. М. Сибиряковым. В настоящее время заброшен.

## История
С давних времён был известен путь через Уральские горы между бассейнами Печоры и Оби, который пролегал через устье реки Щугор и достигал реки Ляпин. В 1499 году этим путём шли князь Семён Курбский вместе с П. Ф. Ушатым и В. И. Заболоцким-Бражником в поход за Урал с 5000 устюжан, двинян и вятчан для покорения Югорской земли. В 1884—1888 годах эта дорога была обустроена купцом А. М. Сибиряковым и стала известной как Сибиряковский тракт. По нему сибирские грузы доставлялись в Печорский край, Мезенский уезд, на Мурманский берег, в Северную Норвегию, Данию. А в обратном направлении везли сёмгу, продукцию брусяно-точильного промысла и оленеводства. Для Печорского края, часто страдающего от голода, эта дорога стала спасением, благодаря ей цены на хлеб в крае снизились в 1887 году втрое.
По тракту ездили только зимой, когда замерзали болота и реки. Он представлял собой 180-километровую просеку шириной 6 метров с деревянными гатями на болотах и пятью промежуточными станциями для отдыха ямщиков. Тысяча оленей использовалась для протаптывания дороги по всему волоку от Печоры до Ляпина. Через главный водораздел Уральского хребта тракт проходил по невысокому лесистому перевалу Крест в истоках реки Сертынья (бассейна Ляпина). Большой деревянный крест сохранился до наших дней.
В XIX веке попытки проложить торговый путь через Урал предпринимались и ранее. Одна из таких дорог пролегала от деревни Щекурья на реке Ляпин через другой, более высокий и безлесый, перевал (Щекурьинский проход) к деревне Аранец на Печоре, но из-за сильных метелей и глубоких снегов торговые обозы нередко погибали на этом перевале.
Сибиряковский тракт успешно действовал до 1898 года. Постройка железной дороги из Западной Сибири через Урал и Европейскую Россию открыла возможность вывозить сибирский хлеб в Западную Европу. Хлеб в Сибири сразу подорожал, переправа его по тракту стала невыгодна, и тракт был заброшен. На сегодняшний день сохранились лишь отдельные участки Сибиряковского тракта.